# Vegvísir

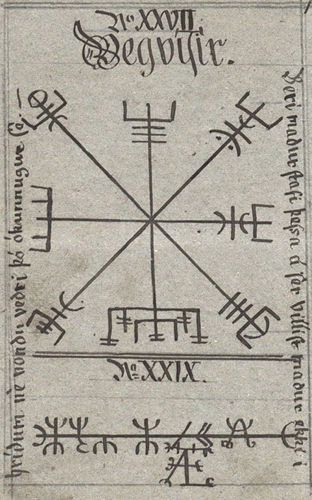
Vegvísir v rukopisu Huld

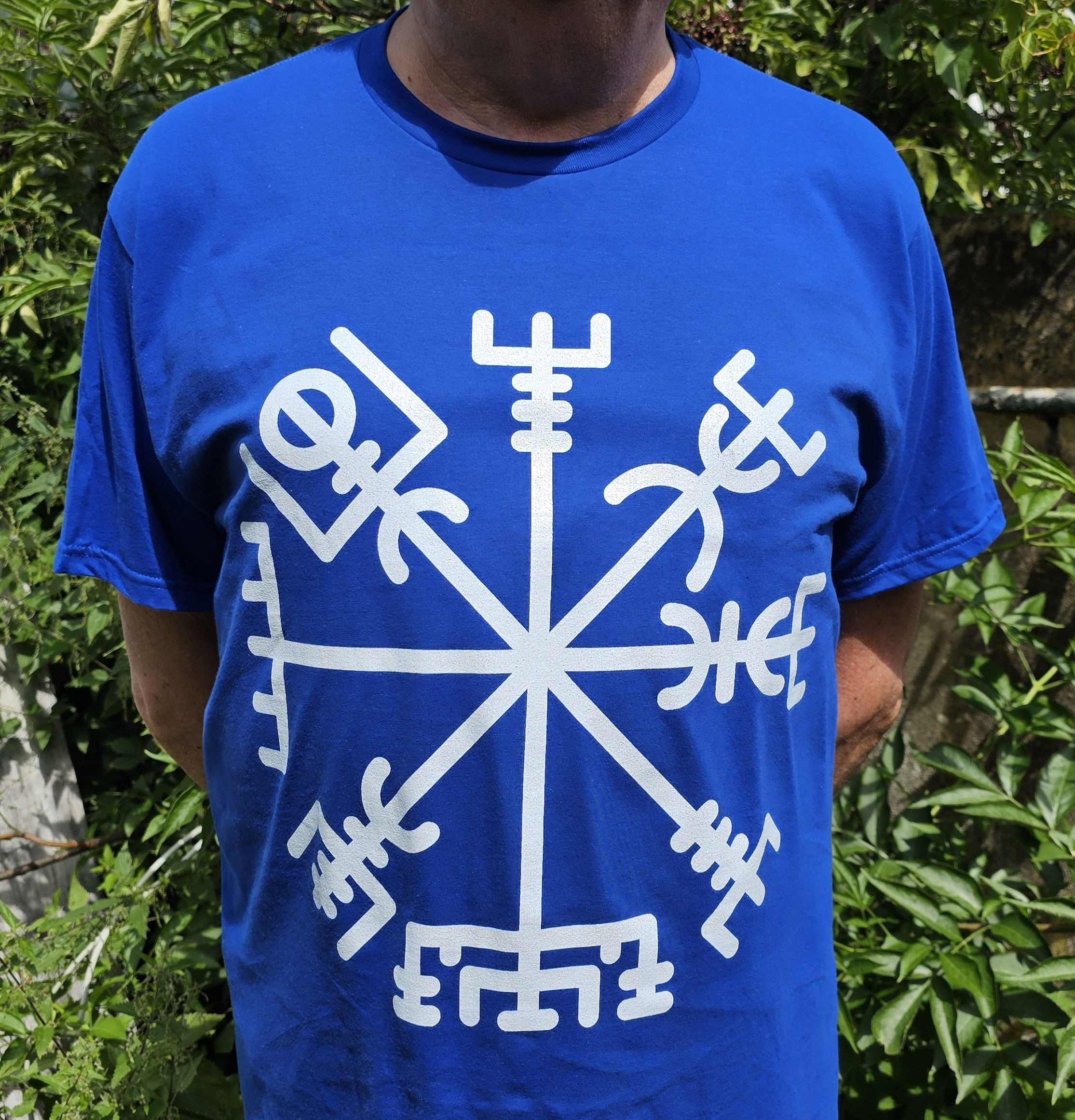
Vegvísir na tričku

Symbol vegvísir (doslova „ukazatel cesty“) je ochranný magický znak z islandských rukopisů (grimoárů) z 19. století, konkrétně z rukopisu Huld a dvou dalších označovaných jako Galdrakver („Kniha zaříkávadel“). Symbol má svému nositeli pomoci v nalezení bezpečné cesty za nepříznivého počasí, zabránit bloudění v bouři nebo možné smrti podchlazením.
Grimoáry byly sepsány různými autory ve městě Akureyri nebo v jeho okolí. Nejznámější rukopis Huld sepsaný jistým Geirem Vigfússonem o symbolu doslova tvrdí:
| „              | Má-li člověk s sebou tento znak, sotva se ztratí v bouři nebo zemře podchlazením a najde cestu z neznáma. | “ |
| — rukopis Huld | |   |

Obdobný grimoár neznámého autora označovaný jako „Kniha zaříkávadel“ dodává, že k funkčnosti symbolu je třeba jej umístit pod levou ruku a věřit v něj. Pakliže se bude ještě věřit „v Boha ve jméně Ježíše“, nositel nezemře.
Dnes je vegvísir mylně považován za symbol pocházející z germánského nebo vikinského období spjatý s germánským a severským náboženstvím (pohanstvím) a runami, přičemž měl chránit severské bojovníky a mořeplavce na jejich cestách. Bývá někdy nesprávně prezentován pod smyšleným názvem „vikinský kompas“ (anglicky Viking compass, Norse compass apod.).
Vegvísir jako další podobné symboly z islandských rukopisů byly zřejmě odvozeny od jiných křesťansko-okultních symbolů, které lze nalézt například v Šalamounově testamentu. Nejstarší z nich pocházejí z 15. století.